# Derecho a un juicio justo
Un juicio justo es aquel que "se lleva a cabo de manera equitativa, justa y regular por un juez imparcial". La Sexta Enmienda a la Constitución de los Estados Unidos, el Artículo VI de la Convención Europea de Derechos Humanos y muchas otras constituciones y declaraciones en todo el mundo establecen expresamente varios derechos asociados con decisiones judiciales justas. No existe una ley internacional que defina lo que constituye un juicio injusto; por ejemplo, el derecho a un juicio con jurado y otros procedimientos importantes difieren de un país a otro.

## Definición en el derecho internacional de los derechos humanos
Investigar el derecho a un juicio justo en numerosos tratados internacionales, como la Declaración de Derechos Humanos y Libertades Fundamentales (DUDH), es bastante útil. Si bien la DUDH estipula varios derechos a un juicio justo, como la presunción de inocencia hasta que se establezca la culpabilidad del acusador, el artículo 10 es la disposición crucial ya que establece:
"Toda persona tiene derecho en plena igualdad a ser oída pública y justamente por un tribunal independiente e imparcial, en la determinación de sus derechos y obligaciones y de cualquier acusación penal que se le imputa".
Pocos años después de la adopción del DUDH, el Pacto Internacional de Derechos Civiles y Políticos (PIDCP) proporcionó una definición más detallada del derecho a un juicio justo. Los artículos 14 y 16 del Pacto Internacional de Derechos Civiles y Políticos protegen el derecho a un juicio justo, que está conectado con el derecho internacional para los Estados miembros. El derecho fundamental a un juicio justo se establece en el artículo 14(1), la presunción de inocencia se establece en el artículo 14(2) y los estándares mínimos para el derecho a un juicio justo en los procesos penales se establecen en el artículo 14(3). El derecho de una persona que ha recibido una sentencia a que sea revisada por un tribunal superior está establecido en el artículo 14 (5), y el artículo 14 (7) prohíbe la doble incriminación. El artículo 14(1) establece que:
“Todas las personas son iguales ante los juzgados y tribunales. En la determinación de cualquier acusación penal en su contra, o de sus derechos y obligaciones en un juicio, toda persona tendrá derecho a ser oída pública y justamente por un tribunal competente, independiente e imparcial establecido por la ley. La prensa y el público pueden ser excluidos de todo o parte de un juicio por razones de moral, orden público o seguridad nacional en una sociedad democrática, o cuando así lo exija el interés de la vida privada de las partes, o en la medida estrictamente necesaria, o en opinión del tribunal en circunstancias especiales en las que la publicidad perjudicaría los intereses de la justicia; pero cualquier sentencia dictada en un caso penal o en un pleito se hará pública, excepto cuando el interés de los menores requiera lo contrario o el proceso se refiera a disputas matrimoniales o a la tutela de niños".

## Convenios de Ginebra
Los Convenios de Ginebra (GC) y sus Protocolos adicionales (AP) exigen un juicio justo para todos los prisioneros de guerra que son objeto de procedimientos judiciales. Por ejemplo, los artículos 102 a 108 del Tercer Convenio de Ginebra de 1949 detallan los requisitos para la imparcialidad de los juicios contra los prisioneros de guerra. Otras disposiciones exigen un "juicio justo y regular"; "garantías de juicio y defensa adecuados"; un "tribunal imparcial y regularmente constituido que respete los principios generalmente reconocidos del procedimiento judicial ordinario"; un "tribunal regularmente constituido que ofrezca todas las garantías judiciales que los pueblos civilizados reconocen como indispensables"; y "tribunal que ofrezca las garantías esenciales de independencia e imparcialidad".

## Definición enel derecho regional de los derechos humanos
El derecho a un juicio justo está consagrado en los artículos 3, 7 y 26 de la Carta Africana de Derechos Humanos y de los Pueblos (ACHPR).
El derecho a un juicio justo también está consagrado en los artículos 5, 6 y 7 del Convenio Europeo de Derechos Humanos y en los artículos 2 a 4 del 7º Protocolo del convenio.
El derecho a un juicio justo está además consagrado en los artículos 3, 8, 9 y 10 de la Convención Americana sobre Derechos Humanos.

## Relación con otros derechos
El derecho a la igualdad ante la ley a veces se considera parte del derecho a un juicio justo. Por lo general, se garantiza en un artículo separado en los instrumentos internacionales de derechos humanos. El derecho faculta a los individuos a ser reconocidos como sujeto, no como objeto, de la ley. El derecho internacional de los derechos humanos no permite derogaciones ni excepciones a este derecho humano. Estrechamente relacionada con el derecho a un juicio justo está la prohibición de la ley ex post facto, o ley retroactiva, que está consagrada en un instrumento de derechos humanos por separado del derecho a un juicio justo y no puede ser limitada por los estados de acuerdo con la Convención Europea de Derechos Humanos y la Convención Americana sobre Derechos Humanos.

## Derechos de juicio justo
El derecho a un juicio justo ha sido definido en numerosos instrumentos regionales e internacionales de derechos humanos. Es uno de los derechos humanos más extensos y todos los instrumentos internacionales de derechos humanos lo consagran en más de un artículo. El derecho a las garantías judiciales es uno de los derechos humanos más litigiosos y de mayor jurisprudencia que se ha establecido sobre la interpretación de este derecho humano. A pesar de las variaciones en la redacción y ubicación de los diversos derechos a un juicio justo, los instrumentos internacionales de derechos humanos definen el derecho a un juicio justo en términos generales en los mismos términos. El objeto del derecho es garantizar la correcta administración de justicia. Como mínimo, el derecho a un juicio justo incluye los siguientes derechos a un juicio justo en procedimientos civiles y penales:
- El derecho a ser oído por un tribunal competente, independiente e imparcial
- El derecho a una audiencia pública
- El derecho a ser oído en un plazo razonable
- El derecho a un abogado
- El derecho a la interpretación[6]

Los Estados pueden restringir el derecho a un juicio justo o negar el derecho a un juicio justo sólo en las condiciones previstas en la legislación de derechos humanos.

### En procesos civiles y penales
El derecho a un juicio justo se aplica a todos los procedimientos legales, ya sean civiles o penales, según el Tribunal Europeo de Derechos Humanos y la Corte Interamericana de Derechos Humanos. Según el Tribunal Europeo de Derechos Humanos, todos los derechos y obligaciones civiles establecidos por la legislación nacional, así como todos los procesos civiles, están sujetos al artículo 6 del Convenio Europeo de Derechos Humanos y al derecho a un juicio justo (ver Apeh Uldozotteinek Szovetsege y otros c. Hungría 2000).

### En procedimientos administrativos
Tanto el Tribunal Europeo de Derechos Humanos como la Corte Interamericana de Derechos Humanos han declarado que el derecho a un juicio justo se aplica tanto a los procedimientos judiciales como a los administrativos. Si los derechos legales de una persona están en juego, la disputa debe resolverse mediante un proceso justo.

### En procedimientos especiales
El artículo 6 del Convenio Europeo de Derechos Humanos también puede aplicarse a procedimientos especiales en Europa. El Tribunal Europeo de Derechos Humanos dictaminó en Mills v. the United Kingdom 2001 que un consejo de guerra estaba sujeto al artículo 6 ya que los acusados fueron acusados de lo que el tribunal consideró un delito grave, agresión con un arma y lesiones.
La Comisión Africana de Derechos Humanos y de los Pueblos (CADHP) se ocupa con frecuencia de casos en los que tribunales militares juzgan a civiles por delitos graves. La ACHPR ha sostenido que, a primera vista, los tribunales militares no satisfacen el derecho de los civiles a un juicio justo (ver Proyecto de Derechos Constitucionales v. Nigeria). En este sentido, la ACHPR ha reafirmado el derecho a un abogado como esencial para garantizar un juicio justo. La ACHPR sostuvo que las personas tienen derecho a elegir su propio abogado y que dar al tribunal militar el derecho de vetar a un abogado viola el derecho a un juicio justo.

## En el Reino Unido
El artículo 6 de la Ley de derechos humanos de 1998 garantiza el derecho a un juicio justo en el Reino Unido.
En Irlanda del Norte, el derecho a un juicio justo estuvo suspendido entre 1971 y 1975. Los soldados británicos simplemente encarcelaban a los sospechosos sin juicio y los interrogaban para recopilar información. La minoría católica fue el objetivo principal de esta autoridad. Cuando el Tribunal Europeo de Derechos Humanos investigó este asunto en 1978, el gobierno británico proporcionó pruebas intencionalmente falsas. El gobierno irlandés y el grupo de derechos humanos Amnistía Internacional solicitaron que el TEDH reconsiderara el caso en diciembre de 2014. Tres casos judiciales relacionados con el conflicto de Irlanda del Norte que tuvo lugar en Gran Bretaña continental en 1975 y 1976 han sido acusados de ser injustos, lo que resultó en el encarcelamiento de Birmingham Six, Guildford Four y Maguire Seven. Estas condenas fueron anuladas más tarde, aunque una investigación sobre las denuncias de que los agentes de policía pervirtieron el curso de la justicia no logró condenar a nadie por irregularidades.
La Ley de Apelaciones Especiales de Inmigración, promulgada en el Reino Unido en 1997, fue el impulso para el establecimiento de la Comisión Especial de Apelaciones de Inmigración (SIAC). Proporcionó pautas para el anonimato de las fuentes y la información en sí misma, al tiempo que permitía la divulgación de pruebas secretas en los tribunales. Si es necesario transmitir material sensible, el juez tiene la autoridad para ordenar que el público, la prensa y el apelante salgan de la sala del tribunal. A pesar de tener un Defensor Especial designado para proteger sus intereses, el apelante no recibe información de contacto después de ver la evidencia confidencial. Los procesos de deportación y otros asuntos de interés público son los principales usos del SIAC.
En los tribunales británicos, se ha ampliado el uso de pruebas secretas. Algunos sostienen que esto compromete la integridad del sistema de justicia penal británico, ya que es posible que las pruebas no estén sujetas a una revisión democrática adecuada. Hoy en día, una amplia gama de casos, incluidas audiencias sobre deportaciones, procesos de órdenes de control, casos de juntas de libertad condicional, solicitudes de congelamiento de activos, audiencias de detención previa a cargos en casos de terrorismo, tribunales laborales y tribunales de planificación, pueden usar pruebas secretas.
La Ley de la Carta Magna de 1215 es cuando aparecieron por primera vez en Inglaterra y Gales los derechos a un juicio justo y la oportunidad de ser escuchado en el art. 39 de la Ley.

## Jurados y un juicio justo
El fundamento de un jurado fue que ofrece un control contra el poder estatal.[cita requerida]
Según el artículo 6 del CEDH, el derecho a un juicio justo implica que el acusado y el público deben poder comprender el veredicto. Juicios decididos por jurado, ya que no proporcionan razones para su decisión, por lo tanto, no permiten esto. En Taxquet c. Bélgica se encontró una violación del artículo 6(1). El tribunal también implica el derecho a un veredicto razonado, independientemente de que lo dicte un juez o un jurado.
Según la jurisprudencia del CEDH, las decisiones del jurado también pueden ser problemáticas en circunstancias en las que los jurados extraen inferencias adversas de las instrucciones de los jueces de primera instancia en contravención del artículo 6(3) (b) y (c).